# مبادرة تبادل الأراضي
هي مبادرة عربية فلسطينية وإسرائيلية، تهدف إلى تبادل الأراضي بين فلسطين وإسرائيل في اطار مفاوضات السلام انطلقت في 1/5/2013 ولم تنتهي بعد.